# نامزدان و فهرست‌ها در انتخابات مجلس خبرگان رهبری (۱۳۹۴)
پنجمین دوره انتخابات مجلس خبرگان رهبری، در ۷ اسفند ۱۳۹۴ همزمان با مرحلهٔ نخست انتخابات دهمین دوره مجلس شورای اسلامی برگزار خواهد شد. در این دوره از انتخابات خبرگان، جامعه روحانیت مبارز، جامعه مدرسان و اعتدالگرایان، لیست‌های انتخاباتی خود را منتشر نمودند.

## فهرست‌ها
در این دوره از انتخابات خبرگان رهبری، لیست‌های متفاوتی از سوی جامعه روحانیت مبارز، جامعه مدرسان حوزه علمیه قم یاران اعتدال (مورد حمایت حسن روحانی) و خبرگان مردم مورد حمایت اکبر هاشمی رفسنجانی، منتشر گردید. در این دوره از انتخابات خبرگان برای اولین بار در تاریخ انقلاب اسلامی جامعه روحانیت و جامعه مدرسان، دو لیست جداگانه را از تهران منتشر نمودند، اختلاف مذکور تنها بر سر حضور هاشمی رفسنجانی در لیست‌ها بود که نهایتاً نام وی در لیست جامعه روحانیت مبارز آمد، اما در لیست جامعه مدرسان حوزه علمیه قم آورده نشد و علی مؤمن جایگزین وی گردید. فهرست‌های خبرگان مردم و یاران اعتدال نیز تنها یک نامزد در تهران با هم اختلاف دارند.

## نامزدان، فهرست‌ها و نتایج

### استان آذربایجان شرقی (۵ نماینده)
| نام                  | گرایش سیاسی | سابقهٔ نمایندگی | جامعه روحانیت مبارز | جامعه مدرسان | خبرگان مردم | یاران اعتدال | نتیجه شمارش آرا |
| -------------------- | ----------- | -------------- | ------------------- | ------------ | ----------- | ------------ | --------------- |
| محسن مجتهد شبستری    | اصولگرا     | آری            | نامزدشده            | نامزدشده     |             |              | برنده           |
| محمدتقی پورمحمدی     | اصولگرا     | آری            | نامزدشده            | نامزدشده     | نامزدشده    | نامزدشده     | برنده           |
| جواد حاجی‌زاده کلجاهی | اصولگرا     | نه             | نامزدشده            | نامزدشده     |             |              | رای نیاورد      |
| محمد فیض سرابی       | اصولگرا     | آری            | نامزدشده            | نامزدشده     | نامزدشده    | نامزدشده     | برنده           |
| علی ملکوتی           | اصولگرا     | نه             | نامزدشده            | نامزدشده     | نامزدشده    | نامزدشده     | برنده           |
| هاشم هاشم‌زاده هریسی  | اعتدال‌گرا   | آری            |                     |              | نامزدشده    | نامزدشده     | برنده           |

### استان آذربایجان غربی (۳ نماینده)
| نام               | گرایش سیاسی | سابقهٔ نمایندگی | جامعه روحانیت مبارز | جامعه مدرسان | خبرگان مردم | یاران اعتدال | نتیجه شمارش آرا |
| ----------------- | ----------- | -------------- | ------------------- | ------------ | ----------- | ------------ | --------------- |
| سید علی‌اکبر قریشی | اصولگرا     | -              | نامزدشده            | نامزدشده     |             |              | برنده           |
| عسگر دیرباز       | اصولگرا     | -              | نامزدشده            | نامزدشده     |             |              | برنده           |
| عباس شاه رفعتی    | اصولگرا     | -              | نامزدشده            | نامزدشده     |             |              | رای نیاورد      |
| منصور مظاهری‌کرونی | -           |                |                     |              | نامزدشده    | نامزدشده     | رای نیاورد      |
| جواد مجتهد شبستری | مستقل       | -              |                     |              |             |              | برنده           |

### استان اردبیل (۲ نماینده)
| نام                     | گرایش سیاسی | سابقهٔ نمایندگی | جامعه روحانیت مبارز | جامعه مدرسان | خبرگان مردم | یاران اعتدال | نتیجه شمارش آرا |
| ----------------------- | ----------- | -------------- | ------------------- | ------------ | ----------- | ------------ | --------------- |
| فخرالدین موسوی ننه‌کرانی | اعتدال گرا  | نه             |                     |              | نامزدشده    | نامزدشده     | برنده           |
| سید حسن عاملی           | اصولگرا     | آری            | نامزدشده            | نامزدشده     | نامزدشده    | نامزدشده     | برنده           |
| سید صادق محمدی جزه‌ای    | اصولگرا     | -              | نامزدشده            | نامزدشده     |             |              | رای نیاورد      |

### استان اصفهان (۵ نماینده)
| نام                   | گرایش سیاسی         | سابقهٔ نمایندگی | جامعه روحانیت مبارز | جامعه مدرسان | خبرگان مردم | یاران اعتدال | نتیجه شمارش آرا |
| --------------------- | ------------------- | -------------- | ------------------- | ------------ | ----------- | ------------ | --------------- |
| سید یوسف طباطبایی‌نژاد | اصولگرا (اعتدالگرا) | آری            | نامزدشده            | نامزدشده     | نامزدشده    | نامزدشده     | برنده           |
| عبدالمحمود عبداللهی   | اصولگرا             | آری            | نامزدشده            | نامزدشده     |             |              | برنده           |
| مرتضی مقتدایی         | اصولگرا (اعتدالگرا) | آری            | نامزدشده            | نامزدشده     | نامزدشده    | نامزدشده     | برنده           |
| سید ابوالحسن مهدوی    | اصولگرا             | آری            | نامزدشده            | نامزدشده     |             |              | برنده           |
| عبدالنبی نمازی        | اصولگرا             | آری            | نامزدشده            | نامزدشده     |             |              | برنده           |
| حسن شریعتی نیاسر      | -                   | آری            |                     |              | نامزدشده    | نامزدشده     | رای نیاورد      |
| اصغر متین پور         | -                   | نه             |                     |              | نامزدشده    | نامزدشده     | رای نیاورد      |
| عبدالرسول قاسمی       | -                   | نه             |                     |              | نامزدشده    | نامزدشده     | رای نیاورد      |
| محمدعلی فقیهی         | اصولگرا             | آری            |                     |              |             |              | رای نیاورد      |
| محسن فقیهی            | -                   | نه             |                     |              |             |              | رای نیاورد      |
| محمد عمومی            | -                   | نه             |                     |              |             |              | رای نیاورد      |
| حمید الهی‌دوست         | -                   | نه             |                     |              |             |              | رای نیاورد      |
| عبدالامیر خطاط        | -                   | نه             |                     |              |             |              | رای نیاورد      |

### استان البرز (۲ نماینده)
| نام                    | گرایش سیاسی | سابقهٔ نمایندگی | جامعه روحانیت مبارز | جامعه مدرسان | خبرگان مردم | یاران اعتدال | نتیجه شمارش آرا |
| ---------------------- | ----------- | -------------- | ------------------- | ------------ | ----------- | ------------ | --------------- |
| محسن کازرونی           | اصولگرا     | آری            | نامزدشده            | نامزدشده     | نامزدشده    | نامزدشده     | برنده           |
| سید محمدمهدی میرباقری  | اصولگرا     | نه             | نامزدشده            | نامزدشده     |             |              | برنده           |
| صادق رزاقی             |             | نه             |                     |              | نامزدشده    | نامزدشده     | رای نیاورد      |
| سید محمدعلی مدرسی مصلی |             | نه             | نامزدشده            | نامزدشده     |             |              | رای نیاورد      |
| حسین تاج‌آبادی          |             | نه             |                     |              |             |              | رای نیاورد      |
| علی رحمانی‌فرد          |             | نه             |                     |              |             |              | رای نیاورد      |

### استان ایلام (۱ نماینده)
| نام                      | گرایش سیاسی | سابقهٔ نمایندگی | جامعه روحانیت مبارز | جامعه مدرسان | خبرگان مردم | یاران اعتدال | نتیجه شمارش آرا |
| ------------------------ | ----------- | -------------- | ------------------- | ------------ | ----------- | ------------ | --------------- |
| سید محسن سعیدی گلپایگانی | اصولگرا     | نه             | نامزدشده            | نامزدشده     |             |              | برنده           |
| مهدی خطیبی               | -           | نه             | -                   | -            | نامزدشده    | نامزدشده     | رای نیاورد      |

### استان بوشهر (۱ نماینده)
| نام                   | گرایش سیاسی | سابقهٔ نمایندگی | جامعه روحانیت مبارز | جامعه مدرسان | خبرگان مردم | یاران اعتدال | نتیجه شمارش آرا |
| --------------------- | ----------- | -------------- | ------------------- | ------------ | ----------- | ------------ | --------------- |
| سید هاشم حسینی بوشهری | اصولگرا     | آری            | نامزدشده            | نامزدشده     | نامزدشده    | نامزدشده     | برنده           |
| غلامرضا فیاضی         | -           | نه             |                     |              |             |              | رای نیاورد      |

### استان تهران (۱۶ نماینده)
اسامی نامزدها و نتایج انتخابات پنجمین دوره خبرگان رهبری در استان تهران از این قرار است:
| رتبه            | نام                           | گرایش سیاسی         | سابقهٔ نمایندگی  | جامعه روحانیت مبارز | جامعه مدرسان    | خبرگان مردم     | یاران اعتدال    | نتیجه شمارش آرا | راهیابی    |
| --------------- | ----------------------------- | ------------------- | --------------- | ------------------- | --------------- | --------------- | --------------- | --------------- | ---------- |
| ۱               | اکبر هاشمی رفسنجانی           | اعتدال‌گرا           | آری             | نامزدشده            |                 | نامزدشده        | نامزدشده        | ۲٬۳۰۱٬۴۹۲       | برنده      |
| ۲               | محمد امامی کاشانی             | اعتدال‌گرا           | آری             | نامزدشده            | نامزدشده        | نامزدشده        | نامزدشده        | ۲٬۲۸۶٬۴۸۳       | برنده      |
| ۳               | حسن روحانی                    | اعتدال‌گرا           | آری             | نامزدشده            | نامزدشده        | نامزدشده        | نامزدشده        | ۲٬۲۳۸٬۱۶۶       | برنده      |
| ۴               | محسن قمی                      | اعتدال‌گرا           | آری             | نامزدشده            | نامزدشده        | نامزدشده        | نامزدشده        | ۲٬۲۲۹٬۷۵۹       | برنده      |
| ۵               | محمدعلی موحدی کرمانی          | اصولگرا (اعتدالگرا) | آری             | نامزدشده            | نامزدشده        | نامزدشده        | نامزدشده        | ۲٬۱۳۴٬۹۶۳       | برنده      |
| ۶               | قربانعلی دری نجف‌آبادی         | اصولگرا(اعتدالگرا)  | آری             | نامزدشده            | نامزدشده        | نامزدشده        | نامزدشده        | ۲٬۰۵۶٬۴۲۷       | برنده      |
| ۷               | سید ابوالفضل میرمحمدی         | اعتدال‌گرا           | آری             | نامزدشده            | نامزدشده        | نامزدشده        | نامزدشده        | ۱٬۹۶۲٬۹۴۴       | برنده      |
| ۸               | محمد محمدی ری‌شهری             | اصولگرا(اعتدالگرا)  | آری             | نامزدشده            | نامزدشده        | نامزدشده        | نامزدشده        | ۱٬۹۵۲٬۵۶۳       | برنده      |
| ۹               | ابراهیم امینی                 | اعتدال‌گرا           | آری             | نامزدشده            | نامزدشده        | نامزدشده        | نامزدشده        | ۱٬۹۰۴٬۵۲۴       | برنده      |
| ۱۰              | سید محمود علوی                | اعتدال‌گرا           | آری             |                     |                 | نامزدشده        | نامزدشده        | ۱٬۷۰۶٬۸۵۵       | برنده      |
| ۱۱              | نصرالله شاه‌آبادی              | -                   | نه              |                     |                 | نامزدشده        |                 | ۱٬۴۴۵٬۱۴۲       | برنده      |
| ۱۲              | محمدعلی تسخیری                | اصولگرا             | نه              | نامزدشده            |                 | نامزدشده        | نامزدشده        | ۱٬۴۴۲٬۲۲۴       | برنده      |
| ۱۳              | محسن اسماعیلی                 | اعتدال‌گرا           | نه              |                     |                 | نامزدشده        | نامزدشده        | ۱٬۴۲۲٬۹۳۵       | برنده      |
| ۱۴              | محمدحسن زالی (فاضل گلپایگانی) | اصولگرا             | نه              |                     |                 | نامزدشده        | نامزدشده        | ۱٬۳۵۴٬۷۵۶       | برنده      |
| ۱۵              | هاشم بطحایی گلپایگانی         | اعتدال‌گرا           | نه              |                     |                 | نامزدشده        | نامزدشده        | ۱٬۳۲۴٬۳۴۴       | برنده      |
| ۱۶              | احمد جنتی                     | اصولگرا             | آری             | نامزدشده            | نامزدشده        |                 |                 | ۱٬۳۲۱٬۱۳۰       | برنده      |
| ۱۷              | محمد یزدی                     | اصولگرا             | آری             | نامزدشده            | نامزدشده        |                 |                 | ۱٬۲۵۰٬۰۸۲       | رای نیاورد |
| ۱۸              | سید محمد سجادی عطاآبادی       | اصلاح طلب           | نه              |                     |                 | نامزدشده        | نامزدشده        | ۱٬۲۲۱٬۶۹۴       | رای نیاورد |
| ۱۹              | محمدتقی مصباح یزدی            | اصولگرا             | آری             | نامزدشده            | نامزدشده        |                 |                 | ۱٬۰۲۰٬۶۰۵       | رای نیاورد |
| ۲۰              | محمدباقر باقری کنی            | اصولگرا             | آری             | نامزدشده            | نامزدشده        |                 |                 | ۹۸۲٬۱۴۰         | رای نیاورد |
| ۲۱              | علی مومن‌پور                   | -                   | نه              |                     | نامزدشده        |                 |                 | ۹۷۰٬۹۶۱         | رای نیاورد |
| ۲۲              | غلامرضا مصباحی مقدم           | اصولگرا             | آری             | نامزدشده            | نامزدشده        |                 |                 | ۹۴۹٬۲۲۶         | رای نیاورد |
| ۲۳              | علیرضا اعرافی                 |                     | نه              | نامزدشده            | نامزدشده        |                 |                 | ۹۲۵٬۷۲۷         | رای نیاورد |
| ۲۴              | عباسعلی اختری                 | -                   | نه              |                     |                 |                 |                 | ۹۱۱٬۲۸۹         | رای نیاورد |
| ۲۵              | سید محمدرضا مدرسی مصلی        | -                   | نه              | نامزدشده            | نامزدشده        |                 |                 | ۸۶۴٬۰۷۷         | رای نیاورد |
| ۲۶              | سید محمدعلی امین              | اعتدال‌گرا           | نه              |                     |                 |                 | نامزدشده        | ۳۳۷٬۵۲۲         | رای نیاورد |
| ۲۷              | سیدهاشم حمیدی                 | -                   | نه              |                     |                 |                 |                 | ۲۲۳٬۲۶۰         | رای نیاورد |
| ۲۸              | سید صادق محمدی جزنی           | -                   | نه              |                     |                 |                 |                 |                 | رای نیاورد |
| ۲۹              | محمدرضا ناصری کوچه‌بیوک        | -                   | نه              |                     |                 |                 |                 |                 | رای نیاورد |
|                 |                               |                     |                 |                     |                 |                 |                 |                 |            |
| کل آراء ماخوذه: | کل آراء ماخوذه:               | کل آراء ماخوذه:     | کل آراء ماخوذه: | کل آراء ماخوذه:     | کل آراء ماخوذه: | کل آراء ماخوذه: | کل آراء ماخوذه: | ۴٬۵۰۰٬۸۹۴       |            |

### استان چهارمحال و بختیاری (۱ نماینده)
| نام                    | گرایش سیاسی | سابقهٔ نمایندگی | جامعه روحانیت مبارز | جامعه مدرسان | خبرگان مردم | یاران اعتدال | نتیجه شمارش آرا |
| ---------------------- | ----------- | -------------- | ------------------- | ------------ | ----------- | ------------ | --------------- |
| علیرضا اسلامیان        | اصولگرا     | آری            | نامزدشده            | نامزدشده     |             |              | برنده           |
| رضا مختاری اسفیدواجانی |             | نه             |                     |              | نامزدشده    | نامزدشده     | رای نیاورد      |
| محمدعلی خزاییلی        |             | نه             |                     |              |             |              | رای نیاورد      |

### استان خراسان جنوبی (۱ نماینده)
| نام               | گرایش سیاسی | سابقهٔ نمایندگی | جامعه روحانیت مبارز | جامعه مدرسان | خبرگان مردم | یاران اعتدال | نتیجه شمارش آرا |
| ----------------- | ----------- | -------------- | ------------------- | ------------ | ----------- | ------------ | --------------- |
| ابراهیم رئیسی     | اصولگرا     | آری            | نامزدشده            | نامزدشده     |             |              | برنده           |
| محمدابراهیم ربانی |             | نه             |                     |              | نامزدشده    | نامزدشده     | رای نیاورد      |

### استان خراسان رضوی (۶ نماینده)
| نام                      | گرایش سیاسی | سابقهٔ نمایندگی | جامعه روحانیت مبارز | جامعه مدرسان | خبرگان مردم | یاران اعتدال | نتیجه شمارش آرا |
| ------------------------ | ----------- | -------------- | ------------------- | ------------ | ----------- | ------------ | --------------- |
| سید محمود هاشمی شاهرودی  | مستقل       | آری            | نامزدشده            | نامزدشده     |             |              | برنده           |
| سید احمد علم‌الهدی        | اصولگرا     | آری            | نامزدشده            | نامزدشده     |             |              | برنده           |
| سید احمد حسینی خراسانی   | اصولگرا     | نه             | نامزدشده            | نامزدشده     | نامزدشده    | نامزدشده     | برنده           |
| سید مجتبی حسینی          | -           | نه             | نامزدشده            | نامزدشده     |             |              | برنده           |
| محمدهادی عبدخدایی        | -           | آری            | نامزدشده            | نامزدشده     | نامزدشده    | نامزدشده     | برنده           |
| سید محمود مدنی بجستانی   |             | نه             |                     |              | نامزدشده    | نامزدشده     | رای نیاورد      |
| حسن عالمی                |             | نه             |                     |              | نامزدشده    | نامزدشده     | برنده           |
| محمدی خراسانی            |             | نه             |                     |              | نامزدشده    | نامزدشده     | رای نیاورد      |
| علی قربانی               |             | نه             |                     |              |             |              | رای نیاورد      |
| محمدمهدی عباسی‌آغوی       |             | نه             |                     |              |             |              | رای نیاورد      |
| محمدمهدی سعیدی گلپایگانی |             | نه             |                     |              |             |              | رای نیاورد      |

### استان خراسان شمالی (۱ نماینده)
| نام                | گرایش سیاسی | سابقهٔ نمایندگی | جامعه روحانیت مبارز | جامعه مدرسان | خبرگان مردم | یاران اعتدال | نتیجه شمارش آرا |
| ------------------ | ----------- | -------------- | ------------------- | ------------ | ----------- | ------------ | --------------- |
| حبیب‌الله مهمان‌نواز | اصولگرا     | آری            | نامزدشده            | نامزدشده     |             |              | برنده           |
| حمید حوالی شهریاری | مستقل       | نه             |                     |              |             |              | رای نیاورد      |

### استان خوزستان (۶ نماینده)
| نام                      | گرایش سیاسی | سابقهٔ نمایندگی | جامعه روحانیت مبارز | جامعه مدرسان | خبرگان مردم | یاران اعتدال | نتیجه شمارش آرا |
| ------------------------ | ----------- | -------------- | ------------------- | ------------ | ----------- | ------------ | --------------- |
| عباس کعبی‌نسب             | اصولگرا     | آری            | نامزدشده            | نامزدشده     |             |              | برنده           |
| علی فلاحیان              | اصولگرا     | آری            | نامزدشده            |              |             |              | رای نیاورد      |
| محسن حیدری آل کثیر       | -           | آری            | نامزدشده            | نامزدشده     |             |              | برنده           |
| سید علی شفیعی            | -           | آری            | نامزدشده            | نامزدشده     | نامزدشده    | نامزدشده     | برنده           |
| سید محمدعلی موسوی جزایری | اصولگرا     | آری            | نامزدشده            | نامزدشده     | نامزدشده    | نامزدشده     | برنده           |
| عبدالکریم فرحانی         | -           | آری            | نامزدشده            | نامزدشده     |             |              | برنده           |
| محمدحسین احمدی شاهرودی   |             | آری            |                     |              | نامزدشده    | نامزدشده     | برنده           |

### استان زنجان (۱ نماینده)
| نام                        | گرایش سیاسی | سابقهٔ نمایندگی | جامعه روحانیت مبارز | جامعه مدرسان | خبرگان مردم | یاران اعتدال | نتیجه شمارش آرا |
| -------------------------- | ----------- | -------------- | ------------------- | ------------ | ----------- | ------------ | --------------- |
| اسماعیل نوری               | -           | -              | نامزدشده            |              | نامزدشده    | نامزدشده     | رای نیاورد      |
| محمد حاجی ابوالقاسم دولابی | اصولگرا     | -              |                     | نامزدشده     |             |              | برنده           |
| عبدالله امیرخانی           | -           | -              |                     |              |             |              | رای نیاورد      |

### استان سمنان (۱ نماینده)
| نام               | گرایش سیاسی | سابقهٔ نمایندگی | جامعه روحانیت مبارز | جامعه مدرسان | خبرگان مردم | یاران اعتدال | نتیجه شمارش آرا |
| ----------------- | ----------- | -------------- | ------------------- | ------------ | ----------- | ------------ | --------------- |
| سید محمد شاهچراغی | -           | آری            | نامزدشده            | نامزدشده     | نامزدشده    | نامزدشده     | برنده           |

### استان سیستان و بلوچستان (۲ نماینده)
| نام             | گرایش سیاسی | سابقهٔ نمایندگی | جامعه روحانیت مبارز | جامعه مدرسان | خبرگان مردم | یاران اعتدال | نتیجه شمارش آرا |
| --------------- | ----------- | -------------- | ------------------- | ------------ | ----------- | ------------ | --------------- |
| علی احمد سلامی  | -           | آری            | نامزدشده            | نامزدشده     | نامزدشده    | نامزدشده     | برنده           |
| عباسعلی سلیمانی | -           | آری            | نامزدشده            | نامزدشده     | نامزدشده    | نامزدشده     | برنده           |
| محمدحسین بیاتی  | -           | -              |                     |              |             |              | رای نیاورد      |

### استان فارس (۵ نماینده)
| نام                  | گرایش سیاسی | سابقهٔ نمایندگی | جامعه روحانیت مبارز | جامعه مدرسان | خبرگان مردم | یاران اعتدال | نتیجه شمارش آرا |
| -------------------- | ----------- | -------------- | ------------------- | ------------ | ----------- | ------------ | --------------- |
| سید علی‌اصغر دستغیب   | -           | آری            | نامزدشده            | نامزدشده     | نامزدشده    | نامزدشده     | برنده           |
| احمد بهشتی           | -           | آری            | نامزدشده            | نامزدشده     | نامزدشده    | نامزدشده     | برنده           |
| اسدالله ایمانی       | -           | آری            | نامزدشده            | نامزدشده     |             |              | برنده           |
| علی شیخ‌موحد          | -           | آری            | نامزدشده            | نامزدشده     | نامزدشده    | نامزدشده     | رای نیاورد      |
| غلامعلی صفایی بوشهری | -           | آری            | نامزدشده            | نامزدشده     |             |              | رای نیاورد      |
| سیدمحمد فقیه         | -           | -              |                     |              | نامزدشده    | نامزدشده     | برنده           |
| علی عدالت            | -           | -              |                     |              | نامزدشده    | نامزدشده     | رای نیاورد      |
| علی اکبر کلانتری     | -           | -              |                     |              |             |              | برنده           |

### استان قزوین (۲ نماینده)
| نام         | گرایش سیاسی | سابقهٔ نمایندگی | جامعه روحانیت مبارز | جامعه مدرسان | خبرگان مردم | یاران اعتدال | نتیجه شمارش آرا |
| ----------- | ----------- | -------------- | ------------------- | ------------ | ----------- | ------------ | --------------- |
| علی اسلامی  | -           | آری            | نامزدشده            | نامزدشده     |             |              | برنده           |
| محمود رجبی  | -           | نه             | نامزدشده            | نامزدشده     |             |              | رای نیاورد      |
| مجید تلخابی | -           | نه             |                     |              | نامزدشده    | نامزدشده     | برنده           |

### استان قم (۱ نماینده)
| نام             | گرایش سیاسی | سابقهٔ نمایندگی | جامعه روحانیت مبارز | جامعه مدرسان | خبرگان مردم | یاران اعتدال | نتیجه شمارش آرا |
| --------------- | ----------- | -------------- | ------------------- | ------------ | ----------- | ------------ | --------------- |
| محمد مؤمن       | اصولگرا     | آری            | نامزدشده            | نامزدشده     | نامزدشده    | نامزدشده     | برنده           |
| میثم دوست محمدی | -           | نه             |                     |              |             |              | رای نیاورد      |
| محمد فائزی      | -           | نه             |                     |              |             |              | رای نیاورد      |

### استان کرمان (۳ نماینده)
| نام                   | گرایش سیاسی | سابقهٔ نمایندگی | جامعه روحانیت مبارز | جامعه مدرسان | خبرگان مردم | یاران اعتدال | نتیجه شمارش آرا |
| --------------------- | ----------- | -------------- | ------------------- | ------------ | ----------- | ------------ | --------------- |
| سید احمد خاتمی        | اصولگرا     | آری            | نامزدشده            | نامزدشده     |             |              | برنده           |
| محمد بهرامی خوشکار    | -           | آری            | نامزدشده            | نامزدشده     | نامزدشده    | نامزدشده     | برنده           |
| امان‌الله علیمرادی     | -           | آری            | نامزدشده            | نامزدشده     | نامزدشده    | نامزدشده     | برنده           |
| سید جلیل صدر طباطبایی | -           |                |                     |              | نامزدشده    | نامزدشده     | رای نیاورد      |
| احمد شیخ‌بهایی         | -           |                |                     |              |             |              | رای نیاورد      |

### استان کردستان (۲ نماینده)
| نام                    | گرایش سیاسی | سابقهٔ نمایندگی | جامعه روحانیت مبارز | جامعه مدرسان | خبرگان مردم | یاران اعتدال | نتیجه شمارش آرا |
| ---------------------- | ----------- | -------------- | ------------------- | ------------ | ----------- | ------------ | --------------- |
| اقبال بهمنی            | -           |                |                     |              |             |              | رای نیاورد      |
| انور آدمی              | -           |                |                     |              |             |              | رای نیاورد      |
| سید محمد حسینی شاهرودی | -           |                |                     |              |             |              | برنده           |
| عبدالرحمن خدایی        | -           |                |                     |              | نامزدشده    | نامزدشده     | رای نیاورد      |
| فائق رستمی             | -           |                |                     |              | نامزدشده    | نامزدشده     | برنده           |

### استان کرمانشاه (۲ نماینده)
| نام               | گرایش سیاسی | سابقهٔ نمایندگی | جامعه روحانیت مبارز | جامعه مدرسان | خبرگان مردم | یاران اعتدال | نتیجه شمارش آرا |
| ----------------- | ----------- | -------------- | ------------------- | ------------ | ----------- | ------------ | --------------- |
| حسن ممدوحی        | اصولگرا     | آری            | نامزدشده            | نامزدشده     |             |              | رای نیاورد      |
| محمود محمدی عراقی | اصولگرا     | آری            | نامزدشده            | نامزدشده     | نامزدشده    | نامزدشده     | برنده           |
| علیرضا مستشاری    |             |                |                     |              |             |              | رای نیاورد      |
| امان نریمانی      | -           |                |                     |              | نامزدشده    | نامزدشده     | برنده           |

### استان کهگیلویه و بویراحمد (۱ نماینده)
| نام                    | گرایش سیاسی | سابقهٔ نمایندگی | جامعه روحانیت مبارز | جامعه مدرسان | خبرگان مردم | یاران اعتدال | نتیجه شمارش آرا |
| ---------------------- | ----------- | -------------- | ------------------- | ------------ | ----------- | ------------ | --------------- |
| سید شرف‌الدین ملک حسینی | -           | آری            | نامزدشده            | نامزدشده     | نامزدشده    | نامزدشده     | برنده           |
| سید محمدکاظم موسوی‌نسب  | -           |                |                     |              |             |              | رای نیاورد      |

### استان گلستان (۲ نماینده)
| نام                      | گرایش سیاسی          | سابقهٔ نمایندگی | جامعه روحانیت مبارز | جامعه مدرسان | خبرگان مردم | یاران اعتدال | نتیجه شمارش آرا |
| ------------------------ | -------------------- | -------------- | ------------------- | ------------ | ----------- | ------------ | --------------- |
| سید کاظم نورمفیدی        | اصلاح طلب(اعتدالگرا) | آری            | نامزدشده            |              | نامزدشده    | نامزدشده     | برنده           |
| عبدالهادی مرتضوی شاهرودی | -                    | آری            | نامزدشده            |              | نامزدشده    | نامزدشده     | برنده           |
| حسینعلی سعدی             | -                    |                |                     |              |             |              | رای نیاورد      |

### استان گیلان (۴ نماینده)
| نام                         | گرایش سیاسی | سابقهٔ نمایندگی | جامعه روحانیت مبارز | جامعه مدرسان | خبرگان مردم | یاران اعتدال | نتیجه شمارش آرا |
| --------------------------- | ----------- | -------------- | ------------------- | ------------ | ----------- | ------------ | --------------- |
| رضا رمضانی                  | -           | آری            | نامزدشده            | نامزدشده     | نامزدشده    | نامزدشده     | برنده           |
| زین‌العابدین قربانی          | -           | آری            | نامزدشده            | نامزدشده     | نامزدشده    | نامزدشده     | برنده           |
| سید علی حسینی اشکوری        | -           | -              | نامزدشده            |              | نامزدشده    | نامزدشده     | برنده           |
| سید محمدصادق حسینی علم‌الهدی | -           | -              |                     |              | نامزدشده    | نامزدشده     | رای نیاورد      |
| احمد پروایی ریک             | -           | -              |                     |              |             |              | برنده           |
| مهدی رهنما                  | -           | -              |                     |              |             |              | رای نیاورد      |
| حسین ردایی                  | -           | -              |                     |              |             |              | رای نیاورد      |

### استان لرستان (۲ نماینده)
| نام                        | گرایش سیاسی | سابقهٔ نمایندگی | جامعه روحانیت مبارز | جامعه مدرسان | خبرگان مردم | یاران اعتدال | نتیجه شمارش آرا |
| -------------------------- | ----------- | -------------- | ------------------- | ------------ | ----------- | ------------ | --------------- |
| احمد مبلغی                 | -           | -              | نامزدشده            |              | نامزدشده    | نامزدشده     | برنده           |
| هاشم نیازی                 | -           | -              | نامزدشده            |              |             |              | برنده           |
| سیدمحمدنقی شاهرخی خرم‌آبادی | -           | -              |                     |              | نامزدشده    | نامزدشده     | رای نیاورد      |

### استان مازندران (۴ نماینده)
| نام                     | گرایش سیاسی | سابقهٔ نمایندگی | جامعه روحانیت مبارز | جامعه مدرسان | خبرگان مردم | یاران اعتدال | نتیجه شمارش آرا |
| ----------------------- | ----------- | -------------- | ------------------- | ------------ | ----------- | ------------ | --------------- |
| صادق آملی لاریجانی      | اصولگرا     | آری            | نامزدشده            | نامزدشده     |             |              | برنده           |
| علی معلمی               | -           | آری            | نامزدشده            | نامزدشده     |             |              | برنده           |
| علی اکبر سیفی مازندرانی | -           | -              | نامزدشده            | نامزدشده     |             |              | رای نیاورد      |
| نورالله طبرسی           | -           | -              | نامزدشده            | نامزدشده     | نامزدشده    | نامزدشده     | برنده           |
| سید رحیم توکل           | -           | -              |                     |              | نامزدشده    | نامزدشده     | برنده           |
| محمد حسن گلی‌شیردار      | اصولگرا     | نه             |                     |              | نامزدشده    | نامزدشده     | رای نیاورد      |
| سید صادق پیشنمازی       | -           | نه             |                     |              | نامزدشده    | نامزدشده     | رای نیاورد      |
| الله وردی مقدسی‌فرد      | -           | نه             |                     |              |             |              | رای نیاورد      |

### استان مرکزی (۲ نماینده)
| نام                | گرایش سیاسی | سابقهٔ نمایندگی | جامعه روحانیت مبارز | جامعه مدرسان | خبرگان مردم | یاران اعتدال | نتیجه شمارش آرا |
| ------------------ | ----------- | -------------- | ------------------- | ------------ | ----------- | ------------ | --------------- |
| احمد محسنی گرکانی  | اصولگرا     | آری            | نامزدشده            | نامزدشده     | نامزدشده    | نامزدشده     | برنده           |
| محسن اراکی         | اصولگرا     | آری            | نامزدشده            | نامزدشده     |             |              | برنده           |
| سید جواد موسوی     | -           | -              |                     |              | نامزدشده    | نامزدشده     | رای نیاورد      |
| احمد مؤمن          | -           | -              |                     |              |             |              | رای نیاورد      |
| کاظم سپاسی آشتیانی | -           | -              |                     |              |             |              | رای نیاورد      |

### استان هرمزگان (۱ نماینده)
| نام                | گرایش سیاسی | سابقهٔ نمایندگی | جامعه روحانیت مبارز | جامعه مدرسان | خبرگان مردم | یاران اعتدال | نتیجه شمارش آرا |
| ------------------ | ----------- | -------------- | ------------------- | ------------ | ----------- | ------------ | --------------- |
| غلامعلی نعیم‌آبادی  | اصولگرا     | آری            | نامزدشده            | نامزدشده     | نامزدشده    | نامزدشده     | رای نیاورد      |
| روح‌الله صدرالسادات | -           | -              |                     |              |             |              | برنده           |

### استان همدان (۲ نماینده)
| نام                   | گرایش سیاسی | سابقهٔ نمایندگی | جامعه روحانیت مبارز | جامعه مدرسان | خبرگان مردم | یاران اعتدال | نتیجه شمارش آرا |
| --------------------- | ----------- | -------------- | ------------------- | ------------ | ----------- | ------------ | --------------- |
| علی رازینی            | اعتدال‌گرا   | آری            |                     |              | نامزدشده    | نامزدشده     | رای نیاورد      |
| غیاث الدین طه محمدی   | اصولگرا     | آری            | نامزدشده            | نامزدشده     | نامزدشده    | نامزدشده     | برنده           |
| سید مصطفی موسوی فراز  | اصولگرا     | نه             | نامزدشده            | نامزدشده     |             |              | برنده           |
| حبیب‌الله شعبانی موثقی | مستقل       | نه             |                     |              |             |              | رای نیاورد      |

### استان یزد (۱ نماینده)
| نام                 | گرایش سیاسی | سابقهٔ نمایندگی | جامعه روحانیت مبارز | جامعه مدرسان | خبرگان مردم | یاران اعتدال | نتیجه شمارش آرا |
| ------------------- | ----------- | -------------- | ------------------- | ------------ | ----------- | ------------ | --------------- |
| ابوالقاسم وافی یزدی | اصولگرا     | آری            | نامزدشده            | نامزدشده     | نامزدشده    | نامزدشده     | برنده           |
| محمودرضا محصل       | -           | -              |                     |              |             |              | رای نیاورد      |